# Trehörningstjärnen, Dalarna
Trehörningstjärnen är en sjö i Vansbro kommun i Dalarna och ingår i Dalälvens huvudavrinningsområde.